# Orleniokształtne
Orleniokształtne (Myliobatiformes) – rząd płaszczek z gromady ryb chrzęstnoszkieletowych (Elasmobranchii), obejmujący między innymi manty, ogończe, orlenie i płaszczki słodkowodne.

## Zasięg występowania
Wody oceaniczne strefy umiarkowanej i tropikalnej, z wyjątkiem rodziny Potamotrygonidae, której przedstawiciele żyją w wodach słodkich.

## Cechy charakterystyczne
Ciało silnie spłaszczone grzbietobrzusznie, z szerokimi, silnie rozwiniętymi, zachodzącymi swoją podstawą na głowę płetwami piersiowymi, ułożonymi w płaszczyźnie poziomej, tworzącymi z całym ciałem kształt rombu lub dysku, u niektórych w kształcie trójkąta. Ogon średniej grubości do cienkiego. U większości gatunków na grzbietowej części ogona występuje kolec połączony z gruczołem jadowym. Pięć szczelin skrzelowych, a u Hexatrygonidae sześć. Jajożyworodne.

## Systematyka

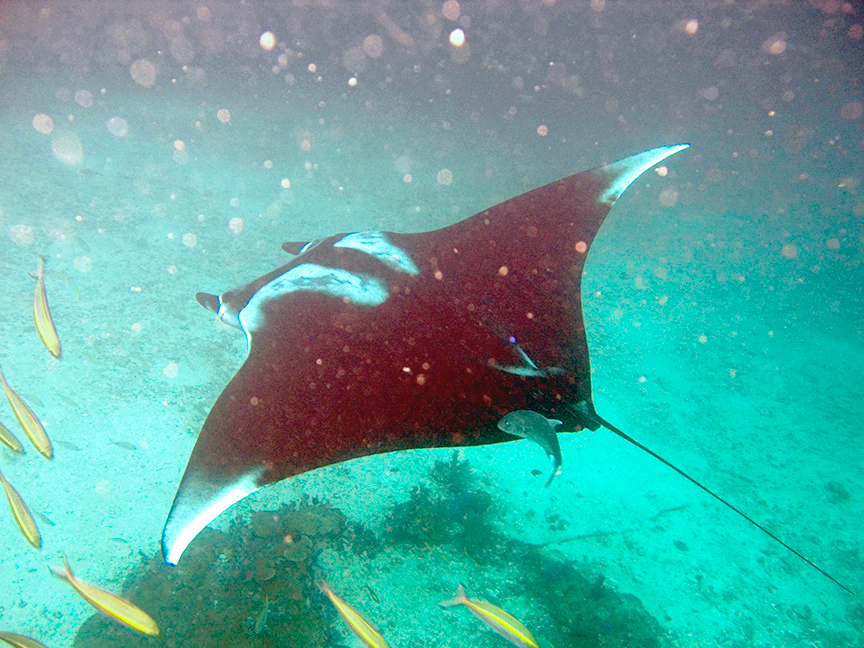
Manta birostris

Do orleniokształtnych zaliczane są następujące występujące współcześnie rodziny:
- Zanobatidae Fowler, 1934
- Hexatrygonidae Heemstra & Smith, 1980 – jedynym żyjącym współcześnie przedstawicielem jest Hexatrygon bickelli Heemstra & Smith, 1980
- Dasyatidae  Jordan & Gilbert, 1879 – ogończowate
- Potamotrygonidae Garman, 1877 – płaszczki słodkowodne
- Urotrygonidae McEachran, Dunn & Miyake, 1996
- Gymnuridae Fowler, 1934
- Plesiobatidae Nishida, 1990 – jedynym żyjącym współcześnie przedstawicielem jest Plesiobatis daviesi (Wallace, 1967)
- Urolophidae Müller & Henle, 1841
- Aetobatidae Agassiz, 1858
- Myliobatidae Bonaparte, 1835 – orleniowate
- Rhinopteridae Jordan & Evermann, 1896
- Mobulidae Gill, 1893 – mantowate

Opisano również rodzinę wymarłą:
- Rhombodontidae Cappetta, 1987